# NBA All-Star Game 1964
Le NBA All-Star Game 1964 s’est déroulé le 14 janvier 1964 au Boston Garden de Boston.
Les All-Star de l’Est ont battu les All-Star de l’Ouest 111 à 107.
Oscar Robertson (Royals de Cincinnati) est élu MVP. Pour la première fois, la rencontre est diffusée à la télévision.

## Effectif All-Star de l’Est
- Bill Russell (Celtics de Boston)
- Oscar Robertson (Royals de Cincinnati)
- Tom Heinsohn (Celtics de Boston)
- Jerry Lucas (Royals de Cincinnati)
- Tom Gola (Knicks de New York)
- Hal Greer (76ers de Philadelphie)
- Sam Jones (Celtics de Boston)
- Wayne Embry (Royals de Cincinnati)
- Len Chappell (Knicks de New York)
- Chet Walker (76ers de Philadelphie)

## Effectif All-Star de l’Ouest
- Bob Pettit (Saint-Louis Hawks)
- Wilt Chamberlain (San Francisco Warriors)
- Jerry West (Lakers de Los Angeles)
- Elgin Baylor (Lakers de Los Angeles)
- Walt Bellamy (Bullets de Baltimore)
- Terry Dischinger (Bullets de Baltimore)
- Bailey Howell (Pistons de Détroit)
- Lenny Wilkens (Saint-Louis Hawks)
- Don Ohl (Pistons de Détroit)
- Guy Rodgers (San Francisco Warriors)